# Berndt A. Skott
Berndt A. Skott (* Ende Februar 1943 in Königsberg/Ostpreußen; † 18. Juni 2018 in Düsseldorf) war ein deutscher Karikaturist.

## Leben
Schon als Kind bekritzelte Skott nach seinen eigenen Angaben jedes Blatt Papier, das ihm unter die Finger kam; zum Beispiel die Baupläne seines Vaters. Trotzdem trat er nach der Schulzeit in dessen Fußstapfen und lernte Maurer. Er war aber auch im Kaminbau tätig, war Werbeleiter im Möbel-Einzelhandel, Kleinverleger, Interieur-Designer und lebte und arbeitete auch mehrere Jahre in Griechenland.
1991 veröffentlichte die Newsweek schließlich Skotts erste Karikatur; ein Kommentar zum Jugoslawienkrieg. Zwei Jahre später konnte er von seiner Arbeit als Karikaturist leben. Er schaffte das als Autodidakt, der nie eine Kunstakademie besucht hatte.
Bis zu seinem Tod im Juni 2018 zeichnete er eine bis zwei Karikaturen am Tag. Er zeichnete für die Berliner Zeitung, Das Parlament, Focus, Handelsblatt, Kölner Stadtanzeiger, WAZ, Die Welt, Welt am Sonntag, Westdeutsche Zeitung, unentgeltlich für die Obdachlosenmagazine: Bodo Straßenmagazin (Dortmund), Fifty-Fifty (Düsseldorf), Trott-war (Stuttgart) und seit 2014 auch für die Webpräsenz des Deutschlandfunks.
Skott arbeitete nach der Maxime "so wenig Text wie möglich".

„Sonst wäre es ja ein Comic!“

oder auch

„Wenn es sich um Karikatur handelt, bin ich zu jeder Schandtat bereit!“

Skott lebte in Düsseldorf, Mülheim an der Ruhr und zuletzt in Kassel. Er war Vater einer Tochter und eines Sohnes.

## Bücher
- Seine Werke waren Bestandteil von fünf der sieben Karikaturen-Sammelwerke Karikaturen des Jahres 1991–1999, zusammengefasst von Klaus Bresser.
- Zusammen mit Olaf Cless: Stuntort Deutschland fünfzig Glossen und fünfzig Karikaturen, Fiftyfifty-Edition, Düsseldorf 2009

## Auszeichnungen
- 1995: Deutscher Preis für die politische Karikatur, 3. Platz
- 1995: Thomas-Nast-Preis der Stadt Landau in der Pfalz
- 1999: Deutscher Preis für die politische Karikatur, Förderpreis
- 2002: Deutscher Preis für die politische Karikatur, Förderpreis
- 2004: Rückblende: Deutscher Preis für politische Karikatur, 2. Platz[7]